# ایوان قادر مطلق
ایوان قادر مطلق (انگلیسی: Evan Almighty) فیلمی در ژانر کمدی به کارگردانی تام شادیاک است که در سال ۲۰۰۷ منتشر شد.
تام شادیاک، گری باربر، نیل اچ. موریتز و راجر بیرنبائوم تهیه‌کنندگی آن را برعهده داشتند.

## خلاصه داستان
خداوند بر شخصی سرشناس به نا «ایوان بَکستر» ظاهر می‌شود و به او فرمان می‌دهد که برای آمادگی در مقابل سیلی عظیمی که در پیش است یک کشتی بزرگ بسازد.

## بازیگران
- استیو کارل
- مورگان فریمن
- لورن گراهام
- جان گودمن
- واندا سایکس
- جان مایکل هیگینس
- جونا هیل
- جانی سیمونز
- جیمی بنت
- گراهام فیلیپس
- مالی شنون
- اد هلمز
- کاترین بل
- دین نوریس
- هارو پرسنل
- جان استوارت
- جیم دان